# Вільчково (Ґрифицький повіт)
Вільчково (пол. Wilczkowo, нім. Völschenhagen) — село в Польщі, у гміні Грифиці Ґрифицького повіту Західнопоморського воєводства.
Населення — 65 осіб (2011).
У 1975-1998 роках село належало до Щецинського воєводства.

## Демографія
Демографічна структура станом на 31 березня 2011 року:
|          | Загалом | Допрацездатний вік | Працездатний вік | Постпрацездатний вік |
| -------- | ------- | ------------------ | ---------------- | -------------------- |
| Чоловіки | 37      | 12                 | 24               | 1                    |
| Жінки    | 28      | 3                  | 20               | 5                    |
| Разом    | 65      | 15                 | 44               | 6                    |